# A magyar női labdarúgó-válogatott 1985. április 14-i mérkőzése
Előző mérkőzés - Következő mérkőzés
A magyar női labdarúgó-válogatott második hivatalos mérkőzése 1985. április 14-én Pozsonyban volt Csehszlovákia ellen. A mérkőzés 2–2-es döntetlennel zárult.

## Az összeállítások
| 1985. április 14. |

| Csehszlovákia                             | 2 – 2   | Magyarország         |
| ----------------------------------------- | ------- | -------------------- |
| Chalupková 47' J. Novaková 56' (11-esből) | (0 – 1) | Lovász 28' Bárfy 54' |

| Pozsony Nézőszám: 3 000 Játékvezető: Müller (NDK) |

|  |

| CSEHSZLOVÁKIA:       |    |             |            |
|                      |    |             |            |
| K                    | 1  | Malá        |            |
| V                    | 2  | Procházková |            |
| V                    | 3  | Kanijaková  |            |
| V                    | 5  | Valesová    |            |
| V                    | 4  | Vondorová   |            |
| KP                   | 6  | Polacková   |            |
| KP                   | 8  | J. Novaková |            |
| KP                   | 10 | Hodinová    | lecserélve |
| CS                   | 7  | Sterbová    | lecserélve |
| CS                   | 9  | Gurisová    |            |
| CS                   | 11 | A. Novaková |            |
| Cserék:              |    |             |            |
| CS                   | ?  | Kostilková  | becserélve |
| KP                   | ?  | Chalupková  | becserélve |
| Szövetségi kapitány: |    |             |            |
| ?                    |    |             |            |

| MAGYARORSZÁG:        |    |                          |            |
|                      |    |                          |            |
| K                    | 1  | Kiss Mária               |            |
| V                    | 2  | Bukovszki Jenőné         | lecserélve |
| V                    | 3  | Matskássy Imréné         |            |
| V                    | 6  | Kiss Lászlóné            |            |
| V                    | 4  | Jenei Anikó              |            |
| KP                   | 5  | Tóth Ilona               |            |
| KP                   | 8  | Lovász Gyöngyi           |            |
| KP                   | 10 | Szegediné Lojd Zsuzsanna | lecserélve |
| CS                   | 7  | Keresztes Zsuzsanna      | lecserélve |
| CS                   | 9  | Kern Edit                |            |
| CS                   | 11 | Bárfy Ágnes              |            |
| Cserék:              |    |                          |            |
| V                    | ?  | Horváth Renáta           | becserélve |
| KP                   | ?  | Oroszki Ildikó           | becserélve |
| CS                   | ?  | Markovics Magdolna       | becserélve |
| Szövetségi kapitány: |    |                          |            |
| Tóth Ferenc          |    |                          |            |

## Örökmérleg a mérkőzés után
| Magyarország | :         | Csehszlovákia |
| ------------ | --------- | ------------- |
| 0            | Győzelem  | 0             |
| 1            | Döntetlen | 1             |
| 2            | Gólok     | 2             |
| 1/3          | Pontok    | 1/3           |
| 33           | %         | 33            |